# Sergio Roda
Sergio Roda (Torino, 11 settembre 1948) è uno storico italiano, dal 2004 al 2013 prorettore vicario dell'Università di Torino. Direttore della Scuola di Scienze Umanistiche dell'Università di Torino.

## Biografia
Nato a Torino l'11 settembre 1948; laureato nella Facoltà di Lettere e Filosofia dell'Università di Torino nel giugno 1971; borsista e poi contrattista universitario dall'autunno 1971 all'anno accademico 1979/80; dal 1975/76 al 1981/82 incaricato per l'insegnamento di Epigrafia latina presso la Facoltà di Lettere dell'Università di Torino. Nella medesima Facoltà dall'anno accademico 1979/80 al settembre 1982 ricercatore universitario confermato; dal 1982/83 al 1990/91 professore associato di Epigrafia latina; dal 1991–1992 al 1993/94 professore associato di Storia romana. Dal 1º novembre 1994 professore straordinario di Storia romana presso la seconda Facoltà di Lettere dell'Università di Torino (sede di Vercelli). Dal 1º novembre 1995 professore straordinario di Storia romana presso la Facoltà di Lettere dell'Università di Torino (sede di Torino) e dal 1º novembre 1997 al 31 ottobre 2018 professore ordinario nella medesima Università prima presso la Facoltà di Lettere (sede di Torino) e poi, dopo la soppressione delle Facoltà, presso il Dipartimento di Studi Storici. In quiescenza dal 1 novembre 2018. Insignito del titolo di "Professore Emerito" dal Ministro dell'Istruzione, dell'Università e della Ricerca in data 24 settembre 2019.
Il 17 maggio 2022 viene nominato Socio dell'Accademia delle Scienze di Torino. 

## Cariche accademiche
È stato, in seno all'Ateneo torinese, rappresentante dei professori incaricati nel Consiglio della Facoltà di Lettere dell'Università di Torino dal 1975 al 1982; presidente del Corso di Laurea in Storia presso la seconda Facoltà di Lettere dell'Università di Torino (sede di Vercelli) nell'A. A. 1994-1995; presidente dei corsi di laurea in Storia (1994-1997), e poi in Beni culturali archivistici e librari (1998-1999), vicepreside (1999-2000) e poi preside (2002-2004) della Facoltà di Lettere e Filosofia, prorettore vicario (2004- 2013) dell'Università di Torino. Durante il prorettorato è stato pure Presidente della Commissione di Ateneo per l'Orientamento, il Tutorato e il Job Placement, Presidente della Commissione Comunicazione, Referente di Ateneo per il Processo di Bologna, Presidente del Comitato Universitario per lo Sport; è stato Direttore della Scuola Interateneo di Specializzazione per la formazione degli insegnanti della scuola secondaria (SSIS) e in seguito direttore del CIFIS Centro Interateneo di interesse regionale per la Formazione degli Insegnanti Secondari, carica che detiene tuttora; dal 1º febbraio 2016 è Direttore della Scuola di Scienze Umanistiche dell'Università di Torino.

## Altri incarichi
È stato componente del Consiglio di Amministrazione di Torino World Design Capital. Componente del Comitato Direttivo del Consorzio Interuniversitario 'Civiltà del Mediterraneo'. Componente del Consiglio di Amministrazione della Fondazione Camillo Cavour. Presidente del Consiglio scientifico e pedagogico del PRES Euro-mediterraneo (Pole de Recherche et d'Enseignement Supérieure Euro-Méditerranéen). Componente del Comitato Esecutivo di Torino Città Capitale Europea. Membro del Consiglio Regionale dello Sport. Componente del Comitato di programmazione e monitoraggio della Convenzione fra Università di Torino e Compagnia di San Paolo. Presidente della Fondazione Ariodante Fabretti. Presidente dell'Istituto Confucio di Torino. È tuttora Presidente del CESMEO, Istituto Internazionale di Studi Asiatici Avanzati/International Institute of Advanced Asian Studies. Componente del Consiglio di Amministrazione e del comitato esecutivo di Torino 150. Componente del Consiglio di Amministrazione della Fondazione Firpo. È socio della Deputazione subalpina di storia patria. Socio dell'Accademia Reale delle Scienze della Catalogna. Componente del comitato di redazione del Bollettino storico bibliografico subalpino. Condirettore della Rivista “Politica Antica”. Componente del Comitato di Direzione della rivista “Historikà”. Vicedirettore della Rivista Il Piemonte delle Autonomie. Direttore della Collana di Studi Tra/passato prossimo (CELID, Torino). Direttore della Collana di Studi “Il Potere e il Consenso” (Aracne ed. Roma). È stato a più riprese membro delle giunte di Dipartimento ed è tuttora componente della Giunta del Dipartimento di Studi Storici dell'Università di Torino. È stato costantemente componente dei collegi docenti di numerosi dottorati, ed è ora componente del collegio docenti del Dottorato in Scienze Archeologiche, Storiche e Storico Artistiche. Dal 14 dicembre 2020 Presidente della Deputazione Subalpina di Storia Patria.

## Principali linee di ricerca
Nell'ambito della sua attività di ricerca nel settore scientifico disciplinare di Storia Romana, si è occupato in particolare di temi di storia politica, istituzionale, sociale, economica e culturale del tardo impero romano; della storia delle aristocrazie di potere romane tra alto e basso impero; della storia culturale, ideologica e religiosa tra alto e tardo impero; di problematiche istituzionali e geopolitiche nelle dinamiche di affermazione e di stabilizzazione dell'impero di Roma; dei problemi del ruolo e dell'ideologia della città nella lunga durata del mondo romano; dello studio della romanizzazione e dei processi di integrazione tra conquistatori e conquistati con particolare riferimento all'Italia settentrionale; dell'analisi metodologica delle fonti epigrafiche latine; dei rapporti fra impero di Roma e imperi moderni; della memoria dell'antico come strumento della comprensione del presente; del modello della repubblica imperiale romana reinterpretato e applicato nel corso dei secoli; della ricezione dell'antico in epoca moderna e contemporanea.

## Principali pubblicazioni

### Anni '70
- Simmaco nel gioco politico del suo tempo, SDHI 39, 1973, 53-114
- Osservazioni sull'editio quaestoria a Roma nell'età imperiale, Studi Romani 24, 1976, 145-161
- Magistrature senatorie minori nel tardo impero romano, SDHI 43, 1977, 23-112
- Religione e cultura dei Goti transdanubiani nel IV-V secolo, in "VII Incontro di Studiosi dell'Antichità Cristiana. Cristianesimo e culture locali nei secoli II-V, Roma 5-6 maggio 1978" = Augustinianum 19, 1979, pp. 167-187 (in collaborazione con Marcella Patrucco Forlin)
- Alcune ipotesi sulla prima edizione dell'epistolario di Simmaco, PP, fasc. CLXXXIV, 1979, 31-54
- Il matrimonio fra cugini germani nella legislazione tardoimperiale, SDHI 45, 1979, 289-309

### Anni '80
- Una nuova arula alla Vittoria e altre epigrafi e frammenti inediti del museo 'F. Eusebio' di Alba, Boll. Stor. Bibl. Subalpino 78, 1980, 569-592 + foto 1-15
- Commento storico al libro IX dell'epistolario di Q. Aurelio Simmaco, Pisa, Giardini, 1981
- Il territorio cuneese nell'età romana: stato degli studi e prospettive di ricerca, in "Atti del Convegno Mezzo secolo di studi cuneesi. Cinquantenario della Società Studi Storici Archeologici e Artistici della provincia di Cuneo, Cuneo 6-7 ottobre 1979", Cuneo 1981, 51-66
- Religiosità popolare nell'Italia nord-occidentale attraverso le epigrafi cristiane nei secoli IV-VI, in "IX Incontro di Studiosi dell'Antichità Cristiana. Religiosità popolare nel cristianesimo antico, Roma 2-3 maggio 1980", Augustinianum 21, 1981, 243-257
- Stratificazione sociale e ceti produttivi nel Piemonte sud-occidentale romano, in "Atti del Convegno: Agricoltura e mondo rurale nella storia della provincia di Cuneo, Fossano 23-24 maggio 1981" = Boll. Soc. Studi Stor. Arch. e Art. della prov. di Cuneo 85, 1981, 301-313 + tavv. XXV-XXVIII
- Iscrizioni latine inedite del Museo Civico di Cuneo, ZPE 49, 1982, 197-203 + taf. XI-XII/1-5
- La collezione epigrafica del Museo Civico di Cuneo, in "Atti delle Giornate di Studio: Dal territorio al museo, Cuneo 10-11 gennaio 1981", Torino s. d. (ma 1982), 96-116
- Religione popolare e impero romano, Studi Storici 24, 1982, 101-118 (in collaborazione con Giovanni Filoramo)
- Iscrizioni latine di Vercelli, Vercelli, Cassa di Risparmio di Vercelli, 1985
- Le iscrizioni di Pollentia, MEFRA 97, 1985, 477-494
- Fuga nel privato e nostalgia del potere nel IV sec. d.C.: nuovi accenti di una antica ideologia, in "Atti del Convegno Internazionale su Le trasformazioni della cultura nella tarda antichità, Catania 27/9-2/10/1982", Roma 1985, 95-108
- Crisi di potere e autodifesa di classe tra Oriente e Occidente; aspetti del tradizionalismo delle aristocrazie, in "Società romana e impero tardoantico" I, Roma-Bari 1986, 245-272, 671-483
- Polifunzionalità della lettera commendaticia: teoria e prassi in Simmaco, in "Actes du Colloque genevois sur Symmaque à l'occasion du 1600^ anniversaire du conflit de l'autel de la Victoire, Genève 4-7 juin 1984", Paris 1986, 177-207
- Luigi Bruzza epigrafista, in "Atti del Convegno Int. su L. Bruzza nel centenario della morte, Vercelli 6-7 ottobre 1984", Vercelli 1987, 257-287
- Magia e sortilegio. Comunicazioni di massa nel mondo romano, Storia e dossier II,
- Un caso di assenteismo nei quadri della burocrazia imperiale del IV s.d.C., in "Hommages à G. Boulvert" = Index 15, 1987, 367-379
- L'eredità del mondo antico, in "La Storia. I grandi problemi dal medioevo all'età contemporanea", I, Torino 1988, 479-502
- Inscriptiones Hastenses. I, Boll, Stor.Bibl.Subalpino 87, fasc. I, 1989, 183-200
- Militaris impressio e proprietà senatoria nel tardo impero, in "Hestíasis. Studi di tarda antichità offerti a S.Calderone', Studi tardoantichi IV, Messina 1989 (= 1993), 214-241

### Anni '90
- Economia e società nelle città dell'Italia nord-occidentale romana, in "Die Stadt in Oberitalien und in den nordwestlichen Provinzen des Romischen Reiches. Deutsch-Italienischen Kolloquium im Italienischen Kulturinstitut Köln", herausgegeben von W.ECK und H.GALSTERER, Sonderdruck aus Kölner Forschungen, Band 4, Mainz am Rhein 1991, 105-119
- Torino colonia romana, in "Storia Illustrata di Torino", I, Milano 1992, pp. 1–20
- Cristianesimo e società antica, Roma-Bari, Laterza, 1992 (in collaborazione con G.Filoramo)
- Nobiltà burocratica, aristocrazia senatoria, nobiltà provinciali, in "Storia di Roma", III/1, L'età tardoantica. Crisi e trasformazioni, Torino, Einaudi, 1993, pp. 643–674
- Gaetano De Sanctis, in "L'Università di Torino. Profilo storico e istituzionale", a cura di F.Traniello, Torino, Università degli studi di Torino - Pluriverso, 1993, 352-357
- L'aristocrazia senatoria occidentale al tempo di Attila: l'ideologia oltre la crisi dell'impero, in "Attila, flagellum Dei? Atti del Convegno int. di studi storici sulla figura di Attila e la discesa degli Unni in Italia nel 452 d.C., Aquileia, 7-9 settembre 1990", Roma, L'Erma di Bretschneider, 1994, pp. 131–151
- Corpo morto e corpo vivo nelle iscrizioni funerarie metriche latine, in "La mort au quotidien dans le monde romain. Actes du colloque organisé par l'Université de Paris IV (Paris-Sorbonne, 7-9 octobre 1993)”, éd. et prés. par F.Hinard avec la coll. de M.-F-Lambert, Paris 1995, pp. 1–99
- La polis ellenistica e la civitas romana: gli spazi della civiltà, in "Graecia capta. De la conquista de Grecia a la helenizacion de Roma. Seminario de la Universidad Internacional Menendez y Pelayo. Universidad de Sevilla, Sevilla 25-29 de Octubre 1993", Huelva 1996, pp. 83–103
- Forum et Basilica. Gli spazi della vita collettiva e l'identità cittadina, in "«Forum et Basilica» in Aquileia e nella Cisalpina romana. Atti della XXV Settimana di Studi Aquileiesi, Aquileia 23-28 aprile 1994", Udine 1995, pp. 15–46
- Cisalpini in Lusitania: grandi famiglie senatorie norditaliche nell'alto impero romano, in AA.VV., Italia sul Baetis. Studi di storia romana in memoria di Fernando Gascó, a cura di E.Gabba, P.Desideri, S.Roda, Torino, Scriptorium, 1996, pp. 30–50
- L'epigrafia selvaggia di Giuseppe Francesco Meyranesio, Quaderni storici XXXI, 1996, pp. 631–652
- "La parte migliore del genere umano". Aristocrazie, potere e ideologia nell'Occidente tardoantico, a cura di S.Roda, nuova edizione riveduta e modificata, Torino, Scriptorium, 1996
- La romanità periferica del Piemonte imperiale: un disinteresse motivato, in AA.VV., Storia di Torino, I, Dalla preistoria al comune medievale, Torino, Einaudi, 1997, pp. 155–167
- Città e agri nella regione subalpina romana, in AA.VV., Storia di Torino, I, Dalla preistoria al comune medievale, Torino, Einaudi, 1997, pp. 167–185
- La città altoimperiale, in AA.VV., Storia di Torino, I, Dalla preistoria al comune medievale, Torino, Einaudi, 1997, pp. 189–202
- L'aristocrazia urbana, in AA.VV., Storia di Torino, I, Dalla preistoria al comune medievale, Torino, Einaudi, 1997, pp. 202–214
- La vita e la società civile fra città e agro, in AA.VV., Storia di Torino, I, Dalla preistoria al comune medievale, Torino, Einaudi, 1997, pp. 214–220
- La trasformazione del III e IV secolo: tesaurizzazione e nuovo ruolo politico strategico della Cisalpina occidentale, in AA.VV., Storia di Torino, I, Dalla preistoria al comune medievale, Torino, Einaudi, 1997, pp. 233–246
- Presenze barbariche in Cisalpina occidentale tra IV e V secolo: la difesa e la paura, in AA.VV., Storia di Torino, I, Dalla preistoria al comune medievale, Torino, Einaudi, 1997, pp. 297–315
- Il senato nell'alto impero romano, in Storia del Senato, I, Roma, Senato della Repubblica, 1997, pp. 137–229
- «Iuxta fines Alpium». Uomini e dèi nel Piemonte romano, Deputazione Subalpina di Storia Patria, Biblioteca Storica Subalpina, CCXV, Torino 1999, 355 pp. [in coll. con S. Giorcelli Bersani]
- Roma antica e il mondo occidentale moderno: criteri di interpretazione e ipotesi di continuità, Torino, Thelème, 1999

### Anni 2000
- Le fonti epigrafiche latine, in AA.VV., Storia Antica. Come leggere le fonti, nuova edizione, a cura di L. CRACCO RUGGINI, Bologna, Il Mulino, 2000, pp. 241–285
- I problemi militari al confine nord-orientale, in Aquileia romana e cristiana fra II e V secolo, Antichità Altoadriatiche XLVII, Trieste 2000, pp. 71–90
- La storia antica, in Storia della Facoltà di Lettere e filosofia dell'Università di Torino, a cura di I.Lana, Firenze 2000, pp. 281–309
- L'ideologia contro la crisi: le città della Liguria interna tardoantica. Forim Iulii Iriensium o la fiducia in un modello antico, in Centralismo e autonomie nella tarda antichità. Categorie concettuali e realtà concrete. Atti del XIII convegno internazionale dell'Accademia Romanistica Costantiniana, Perugia-Spello, Perugia 2001, pp. 523–536
- Profilo di storia romana. Dalle origini alla caduta dell'impero di Occidente, Roma, Carocci, 2001
- Lo studio recente della romanità del Piemonte subpadano: appunti per una riflessione storiografica e metodologica, in I primi mille anni di Augiusta Bagiennorum, Atti del Convegno, Bene Vagienna, 2 settembre 2000, Cuneo 2001, pp. 21–37
- Classi medie e società altoimperiale romana: appunti per una riflessione storiografica, in Atti del Colloquio Internazionale “Ceti medi in Cisalpina. L'epigrafia dei ceti intermedi nell'Italia settentrionale di età romana”, Milano 14-16 settembre 2000, Milano, Civiche raccolte archeologiche e numismatiche, 2002, pp. 27–36
- Polimorfismo ed eterogenesi dei fini nell'uso dei documenti da parte di Ammiano Marcellino, in Atti del Convegno su “L'uso dei documenti nella storiografia antica”, Gubbio, 22-24 maggio 2001 = Incontri perugini di studi della storiografia antica e sul mondo antico, Napoli 2003, pp. 659–668
- I pericoli di una storia senza memoria e senza verità. L'epigrafia tra dogmatismo interpretativo e affabulazione incontrollata, in Serta Antiqua et Mediaevalia, VI, Usi e abusi epigrafici. Atti del Colloquio Internazionale di Epigrafia Latina (Genova, 20-22 settembre 2001), a cura di Maria Gabriella Angeli Bertinelli e Angela Donati, Roma, Giorgio Bretschneider Editore, 2003, pp. 387–409
- L'immagine del barbaro tra mondo antico e mondo contemporaneo, in “Romani e barbari: incontro e scontro di culture” Atti del Convegno internazionale di studi in occasione del XVI centenario della battaglia di Pollenzo (402 d.C.), Bra, 11-13 aprile 2003, Torino, Celid, 2004, pp. 11–24
- Strategie imperiali, in “Storia antica e storia moderna. Fasi in prospettiva”, a cura di M. Pani, Atti dell'incontro di studi, Bari febbraio 2003, Roma-Bari, Laterza, 2004, pp. 1–18
- Ammiano Marcellino “storico contemporaneo”, in Scrivere la storia nel mondo antico. Atti del convegno nazionale di studi, Torino 3-4 maggio 2004, a cura di R. Uglione, Alessandria, Edizioni dell'Orso, 2006, pp. 229–246.
- Pluralismo religioso in una società a-religiosa: l'età imperiale romana, in Antidoron. Studi in onore di Barbara Scardigli Forster, a cura di P. Desideri, M. Moggi, M. Pani, con la collaborazione di A. Lazzaretti, Pisa, Edizioni ETS, 2007, pp. 367–386
- Messaggi di vita nelle pietre di morte: la funzione dell'epigrafia sepolcrale romana tra paganesimo e cristianesimo, in Senectus, III, Ebraismo e Cristianesimo. La vecchiaia nell'antichità ebraica e cristiana, a cura di U. Mattioli (†), con la collaborazione di A. Cacciari e V. Neri, Bologna, Patron Editore, 2007, pp. 787–808
- Conclusioni. L'uso politico e ideologico del passato imperiale romano: la fortuna di un modello fra analisi storico-politica e opinione comune, in Costruzione e uso del passato storico nella cultura antica. Atti del convegno internazionale di studi, Firenze, 18-20 settembre 2003, a cura di P. Desideri, S. Roda, A. M. Biraschi, con la collaborazione di A. Pellizzari, Alessandria, Edizioni dell'Orso, 2007, pp. 573–585
- Ai margini dell'impero nell'età dell'angoscia: Alba e il Piemonte romano al tempo di Pertinace, in Publio Elvio Pertinace, imperatore romano, Alba Pompeia 126 – Roma 193 d.C., Atti della Giornata di Studi su Publio Elvio Pertinace, Alba, Fondazione Ferrero, 1º giugno 2007, Alba, Fondazione Ferrero, 2010, pp. 29–48

### Anni 2010
- Il modello della repubblica imperiale romana fra mondo antico e mondo moderno. "Fecisti patriam diversis gentibus unam", Bologna, Monduzzi editore, 2011
- Roma e i Padri Fondatori: un antico modello politico-ideologico e la nascita degli Stati Uniti d'America. in Scritti di Storia per Mario Pani, a cura di Silvana Cagnazzi, Marcella Chelotti, Andrea Favuzzi, Franca Ferrandini Troisi, Domenica Paola Orsi, Marina Silvestrini, Elisabetta Todisco, Bari 2011, p. 407-425
- Mitologie dell'impero.Memoria dell'antico e comprensione del presente, TRA/PASSATO PROSSIMO 1. vol. 1, p. 1-289, Torino 2013
- La legittimazione degli iperpoteri: imperi moderni e impero di Roma nel dibattito storico e politologico contemporaneo . in: (a cura di): Nicola Cusumano, Daniela Motta, Xenia. Studi in onore di Rosalia Marino, Caltanissetta Roma 2013, p. 293-316,
- Giulio Cesare: realtà storica e finzione scenica. In Georg Friederich Haendel, Giulio Cesare. I LIBRETTI, vol. 161, Torino 2014, p. 30-50